# Gesellschaft für Kultur- und Denkmalpflege – Hessischer Heimatbund
Die Gesellschaft für Kultur- und Denkmalpflege – Hessischer Heimatbund e. V. befasst sich mit regionalen Besonderheiten der Kultur, Kunst und Geschichte Hessens.

## Geschichte
Die Gesellschaft für Kultur- und Denkmalpflege – so die Bezeichnung seit 1997 – wurde 1909 als Verein Naturdenkmalschutz in Kurhessen und Waldeck auf Anregung des Bezirkskommunalverbandes Kassel ins Leben gerufen. Unterstützt wurde der Verein dabei vom Deutsche Bund Heimatschutz. In ihm waren auch in Hessen schon eine Anzahl von Vereinen und Einzelpersonen Mitglied geworden; seiner Vereinspolitik entsprach es jedoch, die lokalen Bestrebungen der Heimatschutzbewegung auf regionaler Basis zu bündeln und diese Vereinigungen auf Landes- und Regierungsbezirksebene gleichsam zur organisatorischen Mittelinstanz des Bundes Heimat- und Naturschutz, der ein Verein der Vereine sein sollte, auszubauen. Im preußischen Teil Hessens entstand im Regierungsbezirk Kassel der Verein Naturdenkmalschutz; im Großherzogtum Hessen (-Darmstadt) wurde 1906 der Hessischen Verein für ländliche Heimatpflege, Wohlfahrts- und Kulturpflege gegründet. Dagegen sind im Regierungsbezirk Wiesbaden, also im Nassauer Land, die Vereinigungsbestrebungen über schwache Ansätze nicht hinausgekommen.
In dieser historischen Dreigliederung Hessen-Kassel („Kurhessen“), Darmstadt und Nassau spiegelt sich ebenso wie in den wechselnden Vereinsnamen und Satzungen, die Probleme einer die innerhessischen Regionalgrenzen überschreitenden Vereinsgeschichte und ihrer Tätigkeitsfelder wider. Der Kasseler Verein erweiterte seinen Namen 1911 um den Heimatschutz, 1928 wurde der Naturdenkmalschutz daraus gestrichen, und 1938 wählte der Verein die knappere und für unterschiedliche Tätigkeiten offenere Bezeichnung „Heimatbund“, die bis 1997 in Gebrauch blieb.
Der Schwerpunkt der Tätigkeit des Vereins lag immer auf der Kultur- und Denkmalpflege. Dafür stehen am Beginn der Vereinsgeschichte die Namen der hessischen Maler Carl Bantzer und Otto Ubbelohde, die auch an der Gründung des Deutschen Bundes Heimatschutz beteiligt waren. Als der Verein nach den Notjahren des Ersten Weltkriegs und der Nachkriegszeit, in denen seine Aktivitäten fast völlig zum Erliegen gekommen waren, 1928 praktisch neu gegründet wurde, waren es Carl Bantzer, der Kunsthistoriker Richard Hamann und der Kasseler Bezirkskonservator Friedrich Bleibaum, die die Richtung bestimmten. Insbesondere Friedrich Bleibaum, seit 1928 stellvertretender Vorsitzender, verstand es, seine dienstliche Stellung als Bezirkskonservator mit der Arbeit des Heimatbundes zu verbinden. Zudem ist es ihm gelungen, auch unter der Herrschaft des Nationalsozialismus das Profil des Heimatbundes zu wahren und die 1933 einsetzenden Gleichschaltungsversuche weitgehend abzuwehren. Nach 1945 leitete Bleibaum den Verein weiter und viele der 1933 verdrängten Mitglieder stellten sich wieder zur Verfügung. 1971 wurde der Darmstädter Verein vom – kurhessischen – Kasseler Heimatbund übernommen, der dadurch erstmals als Hessischer Heimatbund firmieren konnte – mit dem Anspruch für das ganze Bundesland Hessen zuständig zu sein.
Gravierende Auswirkungen auf die Struktur und Organisation des Hessischen Heimatbunds resultierten aus der 1952 erfolgten Auflösung der Bezirkskommunalverbände im Bundesland Hessen. Mit diesem Schritt wurde dem Heimatbund – im Gegensatz zur Mehrzahl seiner Schwestervereine, die als von der öffentlichen Hand getragene Landesverbände agieren – der institutionelle Boden entzogen. Der Hessische Heimatbund ist dadurch zu einem selbstfinanzierten Mitgliederverein geworden.
Organ der Gesellschaft ist die Zeitschrift Hessische Heimat. In Verbindung mit anderen Vereinen, Institutionen und Initiativen wirkt die Gesellschaft darauf hin, die Zeugnisse der hessischen Kulturlandschaft zu erforschen, zu schützen und zu pflegen. Sie tritt für die Belange des Denkmal- und des Naturschutzes ein und unterstützt die lebendige Auseinandersetzung mit Volkskunde, Kunst und Alltagskultur. Die Gesellschaft für Kultur- und Denkmalpflege – Hessischer Heimatbund e.V. – ist Mitglied im Bund Heimat und Umwelt in Deutschland (BHU).

### Veröffentlichungen
Die Hessische Heimat ist die seit 1951 erscheinende Zeitschrift der Gesellschaft für Kultur- und Denkmalpflege – Hessischer Heimatbund e.V. Sie ist die einzige gesamthessische Kulturzeitschrift und enthält wissenschaftliche Beiträge aus den Bereichen Kultur, Kunst, Architektur, Volkskunde, Landesgeschichte, Denkmalpflege und Umweltschutz. Darüber hinaus informiert sie über kulturelle Vereine, Initiativen und individuelle Forschungen. Sie erscheint 2–3 Mal jährlich.